# Portinho da Arrábida

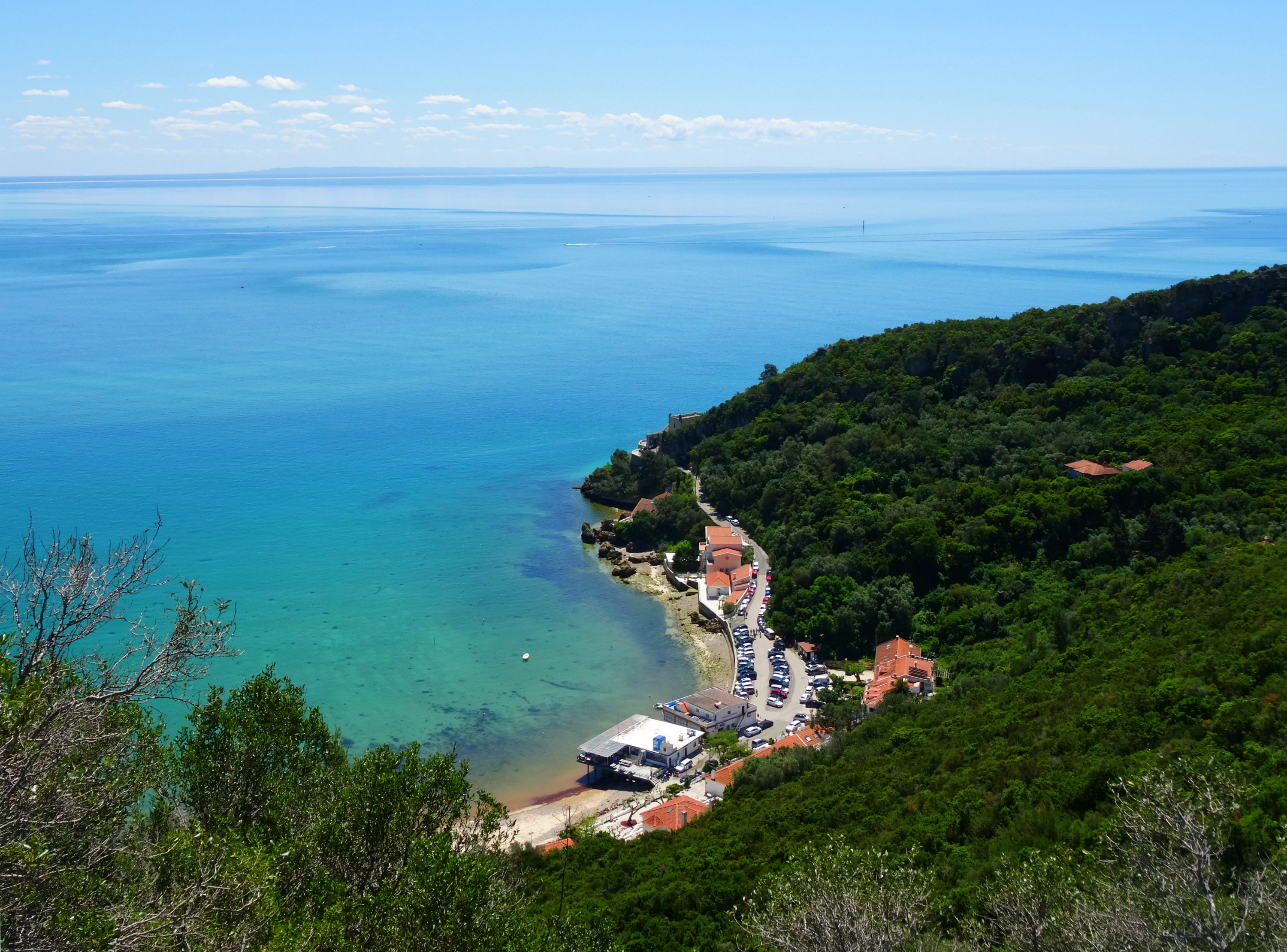
Portinho da Arrábida

Portinho da Arrábida [pɔr'tiɲu dɐ ɐ'ʀabidɐ] ist eine portugiesische Ortschaft im Nationalpark der Serra da Arrábida auf der Halbinsel von Setúbal, 30 Kilometer südöstlich von Lissabon. In der administrativen Gliederung Portugals gehört es zur Gemeinde São Lourenço und damit zum Kreis und Distrikt von Setúbal. Die Ortschaft liegt an einer kleinen Bucht mit Sandstrand an der Costa Azul. Portinho da Arribada ist ein beliebtes Ausflugsziel für Urlauber insbesondere aus Lissabon.